# Eutrepsia dispar
Eutrepsia dispar är en fjärilsart som beskrevs av Walker 1854. Eutrepsia dispar ingår i släktet Eutrepsia och familjen mätare. Inga underarter finns listade i Catalogue of Life.